# Beberibé (1853)
La corbeta a vapor Beberibe fue un navío de la Marina del Imperio del Brasil que sirvió en la Guerra de la Triple Alianza y fue responsable de la primera misión oceanográfica de esa armada.

## Historia
La corbeta Beberibe, primer buque de la Marina de Brasil en llevar ese nombre en homenaje al de ese nombre en el estado de Pernambuco, fue construida en los astilleros Green, de Blackard, Londres. Botada el 4 de agosto de 1853, se incorporó a la escuadra imperial el 7 de febrero de 1854 al mando del capitán teniente José Secundino Gomensoro.
En un viaje de 26 días con escalas en Plymouth, Lisboa y San Vicente, el 21 de abril arribó a Pernambuco y el 6 de mayo a Río de Janeiro.
Buque mixto con aparejo de corbeta era impulsado por una máquina de vapor con una potencia de 30 HP que impulsaban una hélice y le permitían alcanzar una velocidad de 10 nudos. Su eslora era de 52,42 m, manga de 7,62 m, puntal de 4.57 m y un calado de 4,5 m, con un desplazamiento de 559 t. Montaba 6 cañones de 32 en batería y otro de 68. Era tripulada por entre 120 y 132 hombres.
Al mando del capitán teniente José María Rodrigues permaneció estacionaria en Pernambuco entre noviembre de 1855 y mayo de 1859. A fines de ese año asumió el mando Delfim Carlos de Carvalho, futuro barón del Pasaje.
En 1861 el astrónomo Emmanuel Liais propuso tender una línea telegráfica entre Brasil y Europa. A los efectos de estudiar el lecho oceánico en el recorrido propuesto y evaluar la factibilidad del proyecto, fue comisionada la corbeta Beberibe, que partió de Río el 5 de agosto de 1861 al mando del capitán de mar y guerra Francisco Cordeiro Torres e Alvim, futuro barón de Iguatemi.
Durante la que es considerada la primera misión oceanográfica brasileña, tras escala en Pernambuco, la Beberibe visitó en primer lugar Nueva York en busca del asesoramiento del Observatorio Naval de los Estados Unidos dirigido por James Melville Gilliss y del United States Coast Survey. Estuvo luego en el archipiélago de San Pedro y San Pablo, Fernando de Noronha y Cabo Verde efectuando sondeos de hasta 3200 brazas de profundidad y regresando a su patria el 1 de marzo de 1862.
Durante 1864 permanenció estacionaria en Pará al mando el capitán teniente Ludgero de Sales Oliveira. En febrero de ese año socorrió a la barca francesa Fleur du Para.

### Guerra del Paraguay
Tras el estallido de la Guerra del Paraguay, el 30 de abril de 1865 partió de Buenos Aires al mando del teniente capitán Joaquim Bonifácio de Sant'Ana. La división, al mando del almirante Francisco Manuel Barroso da Silva, Barón de Amazonas, estaba compuesta también por la fragata Amazonas, corbetas Belmonte y Parnahyba y por las cañoneras Araguary, Mearim, Ipiranga, Iguatemy y Jequitinhonha (capitán José Pinto). 
La escuadra imperial subió el río Paraná a fin de bloquear a la escuadrilla paraguaya en "Tres Bocas", la confluencia de los ríos Paraguay y Paraná.

#### Batalla del Riachuelo
El 10 de junio de 1865, la flota paraguaya estaba anclada en el río Paraguay, cerca de Humaitá.
Al mando del capitán de fragata Pedro Ignacio Mesa, a bordo del buque insignia Tacuarí (José María Martínez), estaba compuesta por los vapores Ygureí al mando del entonces teniente Remigio Del Rosario Cabral Velázquez, segundo de la escuadra, del Marquês de Olinda (teniente Ezequiel Robles), el Paraguarí (teniente José Alonso), Jejuí (teniente Aniceto López), Yporá (Domingo Antonio Ortiz), Salto Oriental (teniente Vicente Alcaraz) e Yberá (teniente Pedro Victorino Gill) y Pirabebe (teniente Tomás Pereira), y tres chatas artilladas.
La escuadra brasileña permanecía cerca de sus adversarios, surta sobre la costa del Chaco en las cercanías de la isla Barranquera. 
La flota paraguaya recibió órdenes de atacarla. Dada la superioridad de las fuerzas brasileñas, la única posibilidad de Mesa residía en la sorpresa. El plan era partir en las primeras horas de la madrugada río abajo con los motores apagados y las calderas encendidas y apenas sobrepasados los buques brasileños, retroceder y abordarlos. Pero desperfectos en la Yberá demoraron la partida hasta las 09:00 de la mañana del día 11 y el avance resultó más lento de los esperado por la necesidad de remolcar las chatas artilladas, por lo que la escuadra arribó a media mañana y fue detectada tempranamente por el Mearim por la escuadra imperial dándoles tiempo de prepararse y calentar calderas.

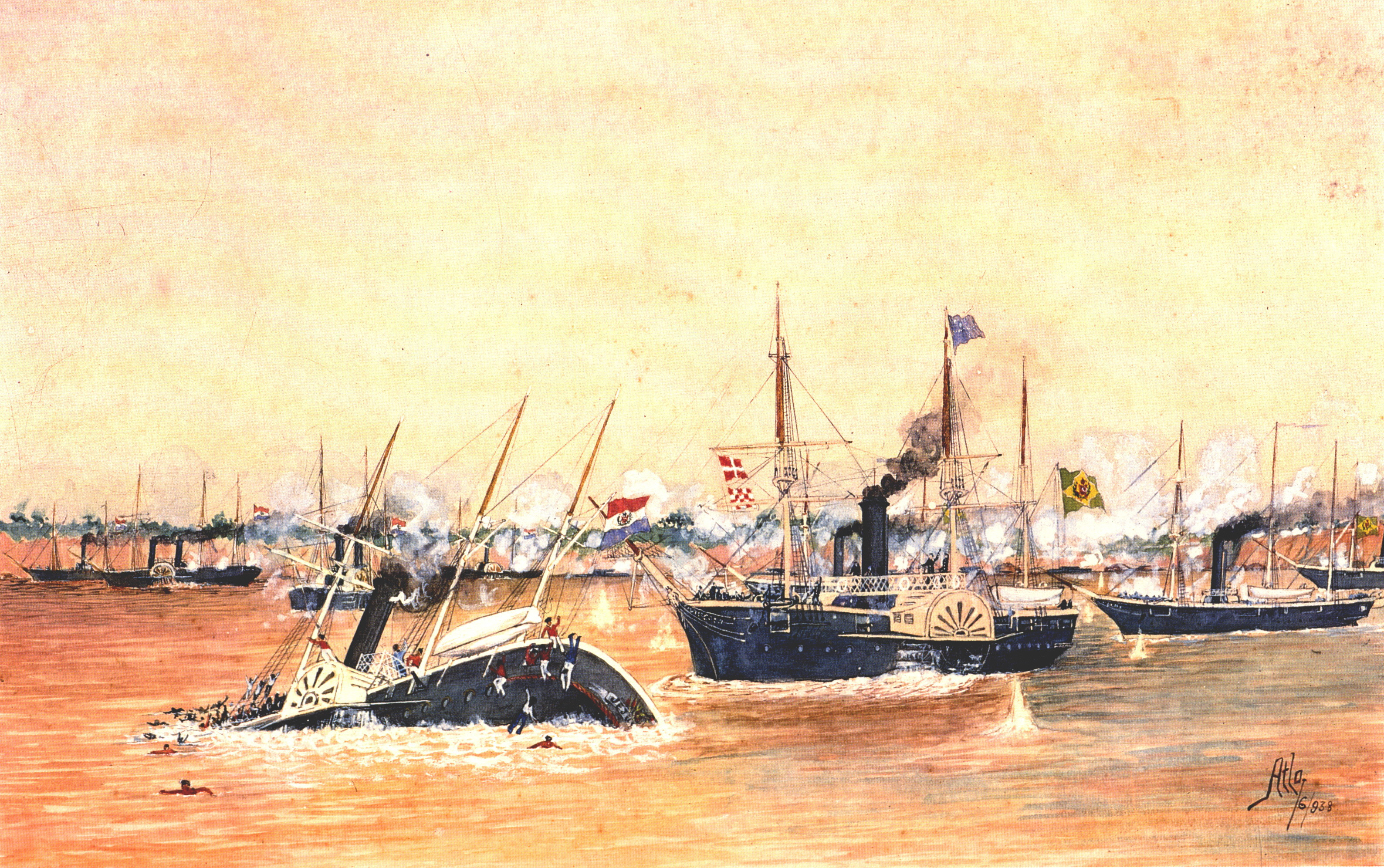
El Amazonas en la Batalla del Riachuelo.

La escuadra brasileña estaba compuesta de dos divisiones con un total de 9 navíos y 1.113 hombres. La Beberibe formaba en la 3° División, al mando de su primer comandante, ahora capitán de mar y guerra, Gomensoro.
Mesa desechó el abordaje y abrió fuego, que fue respondido por la escuadra imperial. En una primera fase de la lucha la situación favoreció a los paraguayos. El Belmonte, el Jeiquitinhonhay el Parnahyba quedaron en situación comprometida e incluso el último de los mencionados llegó a ser abordado y sufrió enormes bajas. Finalmente, la Amazonas despejó la cubierta del Parnahiba, embistió al Paraguarí, sacó seguidamente de combate al Marquês de Olinda, embistió y hundió primero al Jejui y seguidamente a la última chata remolcada por el Salto Oriental, lanzándose luego en persecución del Pirabebé, Yporá e Ygurei que se dirigían ya aguas arriba.
Al observar que el Salto Oriental y el Marquês de Olinda trataban de recuperarse, el Amazonas cambió de rumbo y espoloneó al primero, que comenzó a hundirse rápidamente, y luego al segundo. Decidido ya el combate, partidas de la Amazonas abordaron y rindieron al Marquês de Olinda.
Aunque la participación de la Beberibe no fue destacada, tuvo 24 bajas (5 muertos y 19 heridos), cerca de un 20% de sus tripulantes, cifra similar a la de la misma Amazonas (13 muertos y 13 heridos).

### Acciones posteriores
El 18 de junio de 1865 participó del pasaje de Mercedes, posición fortificada por los paraguayos. Durante el mismo murió bajo el fuego enemigo el comandante Joaquim Bonifácio de Sant'Ana.
Al mando del teniente 1° Fortunato Foster Vidal, futuro Ministro de Marina de Brasil, participó del Combate de Paso de Cuevas.
El 15 de agosto de 1867 tomó parte del cruce del paso de Curupayty como buque insignia de la 2° División de la Escuadra comandada por Elisiário Antônio dos Santos.